# Biologija u 1841.
◄◄ | ◄ | 1838. | 1839. | 1840. | 1841.  | 1842. | 1843. | 1844. | ► | ►►
Arhitektura • Astronomija • Biologija • Fotografija • Glazba • Kazalište • Kemija • Kiparstvo • Knjige • Književnost • Kršćanstvo • Meteorologija • Medicina • Politika • Pravo • Promet • Slikarstvo • Šport • Znanost • Željeznički promet
Biologija u 1841.

## Svijet

### Osnivanja
- Pokrenut hortikulturni list The Gardeners' Chronicle.[1]

## Vanjske poveznice
|  | Zajednički poslužitelj ima još gradiva o temi Biologija |